# Trichaeta molanna
Trichaeta molanna là một loài bướm đêm thuộc phân họ Arctiinae, họ Erebidae.